# 올버니 잡목림
올버니 잡목림(영어: Albany thickets)은 은 남아프리카공화국 동케이프주 올버니를 중심으로 밀집된 소림 지역이다.